# Clare Island Cliffs SAC
Clare Island Cliffs SAC este o arie protejată (arie specială de conservare — SAC, sit de importanță comunitară — SCI) din Irlanda întinsă pe o suprafață de 409,99 ha, integral pe uscat.

## Localizare
Centrul sitului Clare Island Cliffs SAC este situat la coordonatele 53°48′21″N 10°01′08″W / 53.805696°N 10.018905°V.

## Înființare
Situl Clare Island Cliffs SAC a fost declarat sit de importanță comunitară în ianuarie 2002 pentru a proteja 7 specii de animale. Situl a fost protejat și ca arie specială de conservare în decembrie 2017.

## Biodiversitate
Situată în ecoregiunea atlantică, aria protejată conține 3 habitate naturale: Faleze cu vegetație de pe coastele atlantice și baltice, Pante stâncoase calcaroase cu vegetație casmofită, Pante stâncoase silicioase cu vegetație casmofită.
La baza desemnării sitului se află mai multe specii protejate de  păsări (7): alca (Alca torda), șoim călător (Falco peregrinus), papagal de mare (Fratercula arctica), Fulmarus glacialis, sula bassana (Morus bassanus), Rissa tridactyla, Uria aalge.
Pe lângă speciile protejate, pe teritoriul sitului au mai fost identificate 4 specii de plante, 3 specii de păsări, 1 specie de amfibieni, 1 specie de mamifere.